# Prime Uve

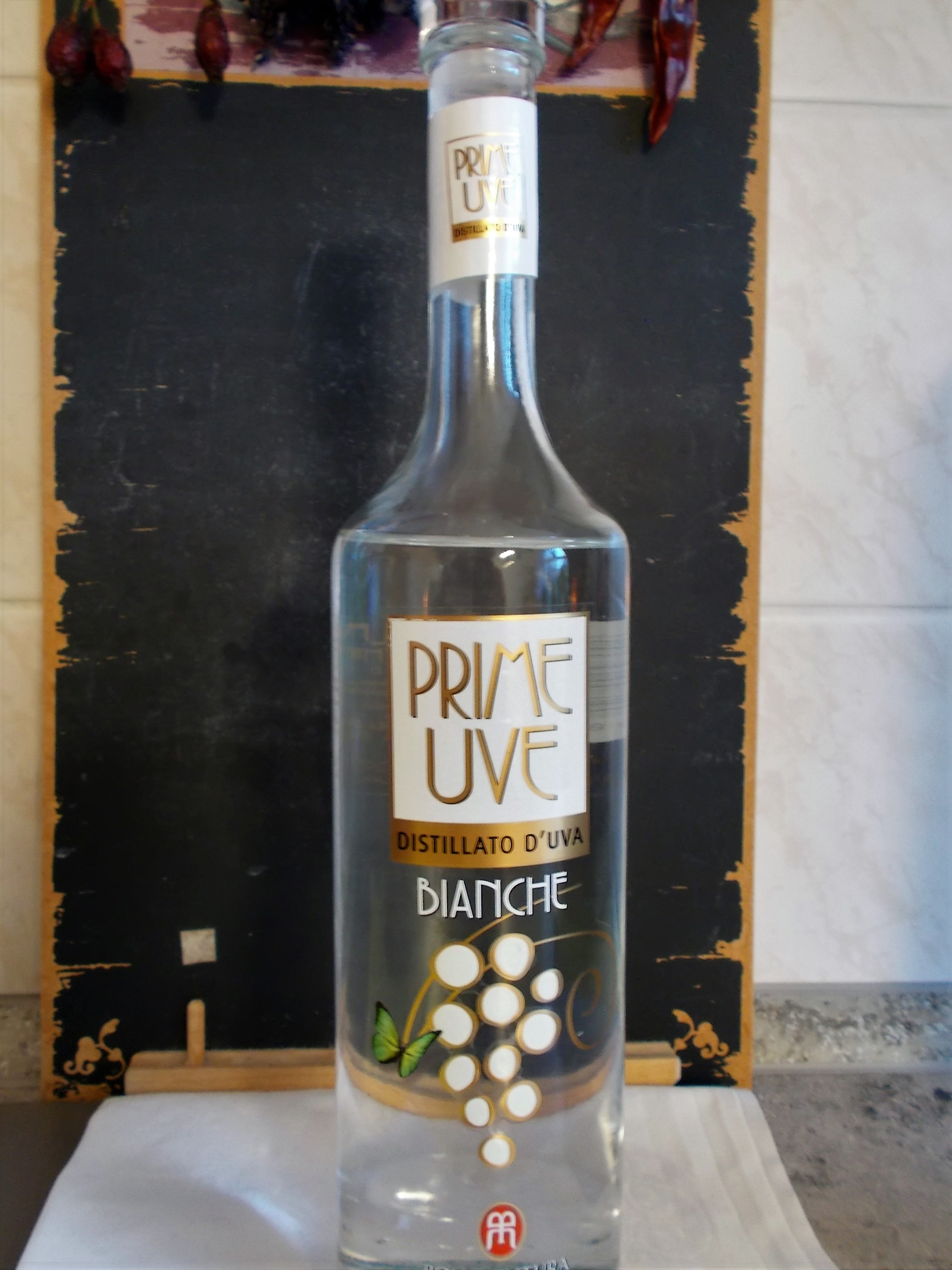

Als Prime Uve wird ein Traubenbrand aus Venetien bezeichnet. Der Traubenbrand unterscheidet sich sowohl von Grappa als auch von Weindestillaten, wie Brandy, Cognac oder Armagnac durch die besondere Art der Herstellung. Das alkoholische Nationalgetränk Perus und Chiles, Pisco wird auf ähnliche Weise produziert wie Prime Uve.
Prime Uve Bianche ist ein Traubenbrand, der dem Grappa zwar ähnlich ist, aber mit diesem nicht verwechselt werden darf. Rohstoff für den Prime Uve sind die Rebsorten Glera, früher „Prosecco“ genannt, Chardonnay und Riesling. Das Traubendestillat wird ausschließlich aus diesen Rebsorten gewonnen.

## Verarbeitung
Vollreife und unversehrte ganze Trauben werden kurz nach der Lese entrappt und die Beeren werden zerkleinert. Diese zerkleinerten Beeren werden gemeinsam mit dem Most einer Gärung bei Temperaturen um 18 bis 20 Grad Celsius unterzogen und dabei Startermost mit ausgewählten Hefen hinzugefügt und nach der alkoholischen Gärung in einer Vakuumbrennblase destilliert. Durch die niedrige Temperatur in einer Vakuumbrennblase wird der Traubenbrand schonend hergestellt und die erwünschten feinen Aromen bleiben im Destillat eingebunden.
Das Destillat kann in einem weiteren Herstellungsschritt in Eichenfässer gefüllt werden, wo es mit dem Holz der Fässer interagieren kann. Durch die Reifung erlangt der Prime Uve feine Vanillenoten, präsentiert sich im Glas mit einer leicht goldenen Farbe. Die optimale Trinktemperatur liegt zwischen 16 und 18 Grad Celsius.
Prime Uve Nere, übersetzt etwa ‚Erste schwarze Trauben‘, ist ebenfalls ein Weintraubenbrand aus Venetien, der jedoch auf Basis von roten Rebsorten, hauptsächlich nicht näher beschriebener Cabernettrauben und Refosco gewonnen und anschließend in Holzfässern gelagert wird. Der Prime Uve Nere nimmt durch das Holz der Fässer Noten von Vanille auf. Werden rote Trauben für die Zubereitung von Traubenbrand verwendet, sollte das Destillat mindestens sechs Monate im Fass reifen.

## Belege
1. ↑  Verordnung (EG) Nr. 110/2008 des Europäischen Parlaments und Rates vom 15. Januar 2008